# Песня-сказка
Пе́сня-ска́зка или шантефа́бль (фр. une chantefable, также cantefable) — французское средневековое литературное произведение, сочетающее стихи и прозу; жанр старофранцузской литературы.
Шантефабль — жанр французского средневекового повествования о любви, выполненный в прозе и ритмизированных стихах (так называемый прозиметр). Прозаические части произносились (fabler от лат. fabulare рассказывать), а стихотворные — пропевались.
Считают также, что шантефабль был жанром средневекового театра. Единственная французская песня-сказка, дошедшая до наших дней, — это «Окассен и Николетта», созданная в начале XIII века на пикардийском диалекте и считающаяся удачной пародией на средневековые рыцарские романы.